# Music controller
『music controller』（ミュージック・コントローラー）は、2002年8月21日にヤマハミュージックコミュニケーションズより発売されたcapsuleの4枚目のCDマキシシングルである（品番：YCDW-00009）。
capsule（現 CAPSULE）のデビューシングル『さくら』の発売20周年となる2021年3月28日からは、iTunes Storeや各種ストリーミングサービスでも配信されている。

## 収録曲について
全作曲：中田ヤスタカ
| #         | タイトル                     | 作詞           | 作曲・編曲 | 時間 |
| --------- | ---------------------------- | -------------- | ---------- | ---- |
| 1.        | 「music controller」         | 中田ヤスタカ   |            | 4:33 |
| 2.        | 「逆転世界」                 | 中田ヤスタカ   |            | 4:49 |
| 3.        | 「ブラウニー」               | こしじまとしこ |            | 3:18 |
| 4.        | 「music controller [remix]」 | 中田ヤスタカ   |            | 4:22 |
| 合計時間: | 合計時間:                    | 合計時間:      | 17:03      |      |